# 波灣戰爭不曾發生
《波灣戰爭不曾發生》（法語：La Guerre du Golfe n'a pas eu lieu）是由尚·布希亞的三篇文章整理出版成的书，原文章于1991年1月至3月期间发表在法国《解放报》和英国《衛報》上。
与标题相反，作者认为海湾战争的事件和暴力确实发生了，而问题是如何解釋之：发生的事件是否与它们被呈现的方式具有可比性，这些事件是否可以称为战争？标题参考了让·季洛杜的戏剧《特洛伊战争不会发生》（剧中的角色试图阻止观众知道不可避免的事情发生）。

## 文章
- 第1篇：《波灣戰爭不會發生》（La guerre du Golfe n'aura pas lieu），1991年1月4日發表於《解放報》。
- 第2篇：《波灣戰爭：真的正在發生嗎？》（La guerre du Golfe a-t-elle vraiment lieu?），1991年2月6日發表於《解放報》。
- 第3篇：《波灣戰爭不曾發生》（La Guerre du Golfe n'a pas eu lieu），1991年3月29日發表於《解放報》。

三篇文章分别發表於波灣戰爭前、中、後，标题相应的事件是：美军和輿論造勢時是“海湾战争不会发生”；军事行动期间是“波灣戰爭：真的正在發生嗎？”，而行动结束后是“波灣戰爭不曾發生”。法语版原文章經刪節後於1991年5月出版了成书。英译本于1995年初出版，由Paul Patton翻译。台灣繁體中文版《波灣戰爭不曾發生》由黃建宏、邱德亮翻譯，2003年出版。

## 概述
鲍德里亚认为海湾战争并不是真正的战争，而是一场伪装成战争的暴行。美军凭借压倒性的空中力量，几乎从未与伊军直接交战，伤亡也很少。人们对伊拉克人的伤亡几乎一无所知。因此，从西方的角度来看，战斗“并未真正发生”。此外，观众对战争的了解完全是通过宣传图像。人们媒体报道受到密切关注，而无法区分冲突中真实发生的经历和被擬像風格化、选择性歪曲的呈現。

## 延伸

### 2015年11月巴黎袭击案
伊朗研究和比较文学学者哈米德·达巴什（Hamid Dabashi）在半岛电视台网站的人权观点专栏就2015年11月巴黎袭击案发表了题为《巴黎袭击不曾发生》的评论文章。他批评BBC等国际媒体创造了巴黎的超真实拟像。当年西方的战斗机飞越地中海、轰炸阿拉伯国家后，大量难民涌入欧洲，改变了东西方的地理格局。曾发生在东方的暴行，如今也在西方发生，击碎了欧洲的“西方与其他国家”的地理想象；但这些国际媒体报导的巴黎却只聚焦巴黎本身，仿佛巴黎与世界的其他地方无关。他认为，巴黎的恐怖袭击的确已发生，但不是BBC镜头下的超真实的样子。

### 俄乌战争
社会研究者Jarryd Bartle和中国的文艺学教师孔德罡均曾引用鲍德里亚的《海湾战争不曾发生》，对比海湾战争和俄乌战争。
Jarryd Bartle在英国网络媒体UnHerd上撰文指，当年鲍德里亚过于后现代而饱受批评的说法，在俄乌战争中却显得无比真实。在战争报导的“景观”（《景觀社會》一书的用语）中，人们拼凑实时资讯以满足自己捏造的视角，甚至开始想象“第三次世界大戰”的爆发。评论家谴责錯誤資訊时，却忽视了資訊超載和虚拟化的危害。
孔德罡在澎湃新闻思想市场上撰文，对比了电影《八佰》中的四行仓库保卫战、鲍德里亚谈及的海湾战争，以及当时进行中的俄乌战争。他认为，《八佰》将四行仓库保卫战描绘成了一场八百壮士向上海市民和国际社会“表演正义”的战斗。“表演”中，日军虽然赢了战斗，在观众心中却早已输掉侵华战争，但这更多是中国最终取胜后的自我验证。在历史现实中，无人敢仅凭这场“表演”就断定日军必然失败。而不同于四行仓库保卫战和海湾战争，在俄乌战争的时代，发达的媒体和自媒体使得战争的直播画面比海湾战争那时更加虚拟也更加真实，但也导致了铺天盖地的信息污染。人们无从得知资讯的真伪，对战争本身的事实很快便失去兴趣，仿佛真实世界中的战争“从未发生”；然而，网络上全民参与的“赛博擬像战争”却“始终发生”。孔德罡还引用的《后现代状态：关于知识的报告》，指出后现代状况下，社会失去了对“真相”的共识，拟像战争的双方都以“表演”自己的正义为目的，并单方面宣布自己胜利。而输了这场“战争”的人，却是根本不愿意，也没有参与这种拟像战争的人们：乌克兰平民百姓、乌东居民、在乌外国人、被制裁影响的俄罗斯民众，乃至同样在战火中却无处申诉的叙利亚、巴勒斯坦、也门、索马里、阿富汗等地的人们。

## 延伸阅读
- Baudrillard, Jean (1991) La Guerre du Golfe n'a pas eu lieu, Paris: Galilée.
- Baudrillard, Jean (1995) The Gulf War Did Not Take Place, Bloomington: Indiana University Press